# RC Lens
Racing Club de Lens, mer känd som RC Lens, är en fotbollsklubb i Lens i Frankrike. Hemmamatcherna spelas på Stade Bollaert-Delelis.
Klubben har, trots att den har sin hemvist i den relativt lilla orten Lens, nått stora framgångar både inom fransk fotboll och internationellt. Detta beror delvis på att klubben framgångsrikt profilerat sig som den ledande klubben i hela departementet Pas-de-Calais. Klubben har hittills skördat sina största framgångar under 1990-talets sista år; säsongen 1997/98 vann klubben Ligue 1 för första och hittills enda gången.
Klubben är känd för sina många och trogna supportrar, och de tillhör arbetarklassen eftersom många gruvindustrier finns i området. Klubben har även starkt stöd på landsbygden.
Ärkerivalerna är Lille och matcherna mellan klubbarna kallas för Derby du Nord ("nordderbyt"), som är en av de större höjdpunkterna inom den franska klubbfotbollen.

## Spelare

### Spelartrupp
| Nr | Land                         | Pos | Namn                               |
| -- | ---------------------------- | --- | ---------------------------------- |
| 1  | Slovenien                    | MV  | Denis Petrić                       |
| 2  | Frankrike                    | F   | Ruben Aguilar                      |
| 3  | Colombia                     | F   | Deiver Machado                     |
| 7  | Frankrike                    | A   | Florian Sotoca                     |
| 8  | Angola                       | A   | M'Bala Nzola (lån från Fiorentina) |
| 9  | Uruguay                      | A   | Martín Satriano (lån från Inter)   |
| 10 | Portugal                     | MF  | David Costa                        |
| 11 | Frankrike                    | MF  | Angelo Fulgini                     |
| 13 | Ecuador                      | F   | Jhoanner Chávez                    |
| 14 | Argentina                    | F   | Facundo Medina                     |
| 15 | Nigeria                      | MF  | Hamzat Ojediran                    |
| 16 | Burkina Faso                 | MV  | Hervé Koffi                        |
| 18 | Frankrike                    | MF  | Andy Diouf                         |
| 19 | Centralafrikanska republiken | A   | Goduine Koyalipou                  |

| Nr | Land         | Pos | Namn                                 |
| -- | ------------ | --- | ------------------------------------ |
| 20 | Frankrike    | F   | Malang Sarr                          |
| 21 | Marocko      | A   | Anass Zaroury                        |
| 22 | Frankrike    | A   | Wesley Saïd                          |
| 23 | Marocko      | MF  | Neil El Aynaoui                      |
| 24 | Frankrike    | F   | Jonathan Gradit                      |
| 25 | Sverige      | A   | Jeremy Agbonifo (lån från BK Häcken) |
| 26 | Senegal      | MF  | Nampalys Mendy                       |
| 27 | Sierra Leone | F   | Juma Bah (lån från Manchester City)  |
| 28 | Frankrike    | MF  | Adrien Thomasson                     |
| 29 | Polen        | MF  | Przemysław Frankowski                |
| 30 | Australien   | MV  | Mathew Ryan                          |
| 34 | Frankrike    | MF  | Tom Pouilly                          |
| 36 | Guadeloupe   | A   | Rémy Labeau                          |

### Utlånade spelare
| Nr | Land      | Pos | Namn                                                |
| -- | --------- | --- | --------------------------------------------------- |
| 4  | Österrike | F   | Kevin Danso (i Tottenham Hotspur till 30 juni 2025) |
|    | Komorerna | MV  | Yannick Pandor (i Boulogne till 30 juni 2025)       |
|    | Senegal   | F   | Sidi Bane (i Annecy till 30 juni 2025)              |
|    | Frankrike | F   | Ismaëlo Ganiou (i Annecy till 30 juni 2025)         |

| Nr | Land     | Pos | Namn                                               |
| -- | -------- | --- | -------------------------------------------------- |
|    | Ghana    | MF  | Salis Abdul Samed (i Sunderland till 30 juni 2025) |
|    | Colombia | MF  | Óscar Cortés (i Rangers till 30 juni 2025)         |
|    | Guinea   | MF  | Morgan Guilavogui (i St. Pauli till 30 juni 2025)  |

### Kända spelare
- Pablo Chavarría
- Hilton
- Alphonse Areola
- Éric Carrière
- Wylan Cyprien
- Olivier Dacourt
- Alou Diarra
- Rod Fanni
- Valérien Ismaël
- Daniel Leclercq
- Olivier Monterrubio
- Daniel Moreira
- Franck Queudrue
- Éric Sikora
- Pierrick Valdivia
- Raphaël Varane
- Jean-Guy Wallemme
- Tony Vairelles
- Marcel Ourdouillié
- Daniel Cousin
- Daouda Jabi
- Marc-Vivien Foé – spelade i klubben mellan 1994 och 1998.
- Seydou Keita
- Charles-Edouard Coridon
- John Utaka
- Jacek Bąk
- El Hadji Diouf
- Razak Boukari
- Joe Cannon